# 台湾総督府交通局

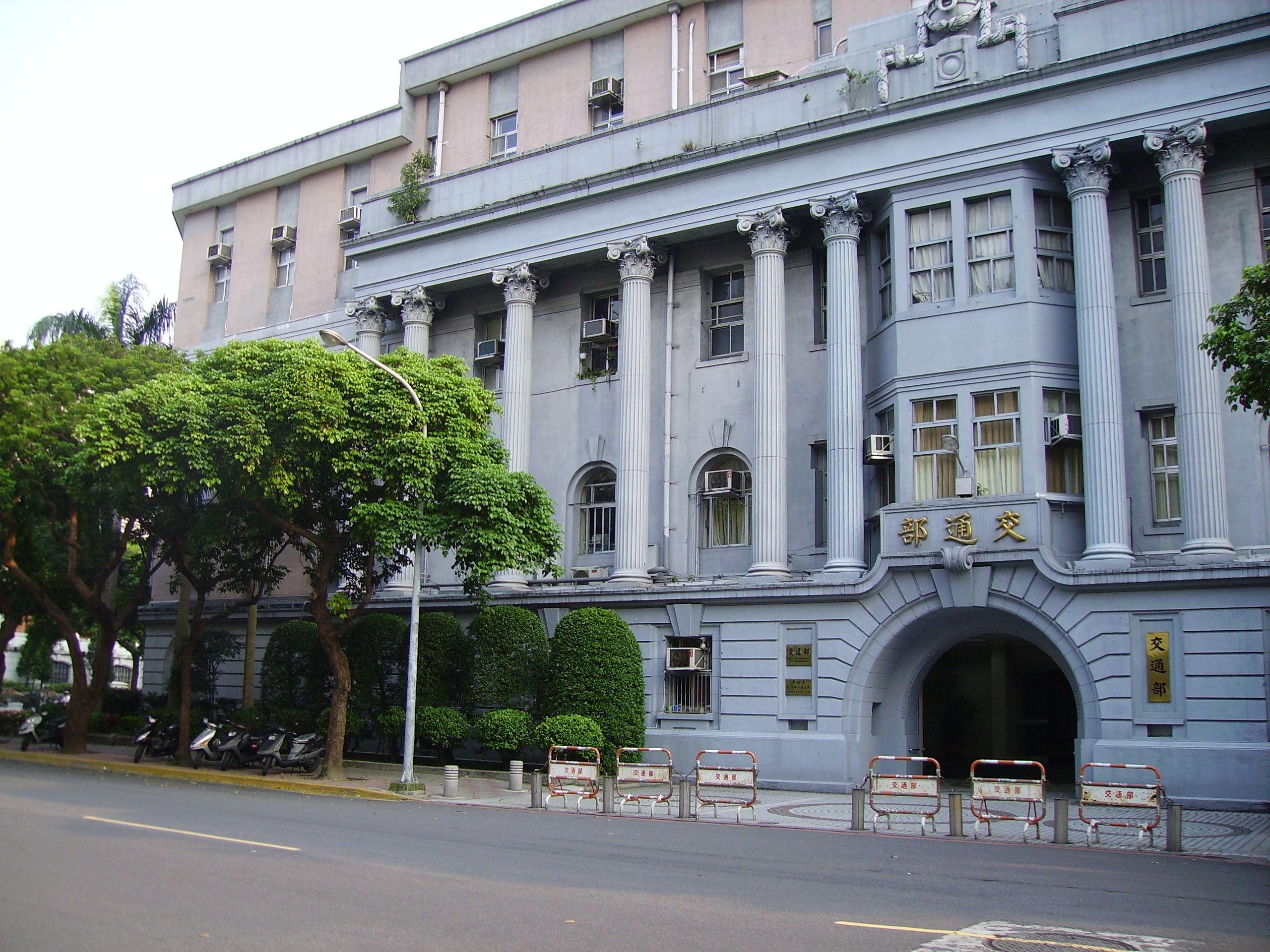
交通局逓信部庁舎

台湾総督府交通局（たいわんそうとくふこうつうきょく、旧字体：臺灣總督府交通局）は、台湾総督府に置かれた外局（台湾総督府所属官署）。
台湾における国有鉄道、港湾設備、道路橋梁、郵便・郵便為替・郵便貯金・電信・電話・航路標識に関する事項を担当し、私設鉄道・軌道・航路・船舶・海員・電気事業の監督を掌った。

## 沿革
1924年（大正13年）12月25日、台湾総督府交通局官制（勅令第429号）が公布され、台湾総督府逓信局と鉄道部を統合して台湾総督府交通局が設置された。
1932年（昭和7年）9月10日、新に航空、電気計器の検定、陸運に関する事項の担当となった。その後さらに、船員保険、造船、木船保険を所掌した。

## 機構
1941年（昭和16年）7月現在。
- 本局
  - 総務課
  - 道路港湾課

- 鉄道部
  - 運輸課
  - 庶務課
  - 経理課
  - 工作課
  - 運転課
  - 工務課
  - 建設改良課
  - 監督課
  - 自動車課

- 逓信部
  - 庶務課
  - 監理課
  - 海事課
  - 航空課
  - 保険課
  - 為替貯金課
  - 工務課
  - 電気課

## 歴代総長
| 氏名                 | 在任期間                       | 備考                                            |
| 台湾総督府交通局総長 | 台湾総督府交通局総長           | 台湾総督府交通局総長                            |
| -------------------- | ------------------------------ | ----------------------------------------------- |
| 後藤文夫             | 1924年12月25日 - 1925年4月29日 | 心得                                            |
| 生野団六             | 1925年4月29日 - 1927年4月23日  |                                                 |
| 木下信               | 1927年4月13日 - 1928年7月21日  |                                                 |
| 河原田稼吉           | 1928年7月21日 - 1928年12月26日 | 事務取扱                                        |
| 丸茂藤平             | 1928年12月26日 - 1929年9月13日 |                                                 |
| 白勢黎吉             | 1929年9月13日 - 1932年3月15日  |                                                 |
| 堀田鼎               | 1932年3月15日 - 1936年10月16日 |                                                 |
| 泊武治               | 1936年10月16日 - 1940年12月3日 |                                                 |
| 副見喬雄             | 1940年12月3日 - 1945年1月12日  |                                                 |
| 小菅芳次             | 1945年1月12日 - 1945年8月30日  | 8月30日付台湾省行政長官公署交通處長に徐學禹任命 |